# Glomar Challenger
La Glomar Challenger era una nave lunga 120 m, per ricerche d'alto mare e trivellazioni scientifiche, usata per compiere studi di oceanografia e geologia marina. Fu progettata dalla National Science Foundation e dall'Università della California. Alla realizzazione contribuì la Global Marine Drilling. Le fu dato il nome di Glomar Challenger in omaggio ai risultati dei rilevamenti oceanografici dell'HMS Challenger. Glomar è la contrazione di Global Marine.
A partire dall'agosto 1968, la nave salpò per una spedizione scientifica di tre anni, il Deep Sea Drilling Program (Programma di Trivellazioni d'Alto Mare), incrociando la Dorsale medio atlantica tra Sud America e Africa e compiendo trivellazioni per carotaggio in punti specifici. Quando l'età dei campioni fu determinata da studi paleontologici e di datazione radiometrica, ciò costituì la prova inoppugnabile dell'ipotesi dell'espansione dei fondali oceanici e, conseguentemente, della tettonica delle placche.
Nel 1970, mentre effettuavano ricerche nel Mar Mediterraneo, i geologi a bordo della nave issarono carote contenenti gesso, anidrite, salgemma e altri minerali evaporitici che si formano spesso dal prosciugamento di acqua marina. Queste furono le prime solide prove dell'antico essiccamento del Mar Mediterraneo, la crisi di salinità del Messiniano.
Dopo quindici anni di attività la Glomar Challenger fu ritirata nel novembre 1983 e successivamente demolita. Nel 1985 fu sostituita dalla JOIDES Resolution.